# アナスタシア・ダビドワ
アナスタシア・ダビドワ（ロシア語: Анастасия Давыдова , 1983年2月2日 - ）はロシアのモスクワ出身の女子アーティスティックスイミング選手。2004年アテネオリンピック・2008年北京オリンピック・2012年ロンドンオリンピックの3大会で合計五つの金メダルを獲得している。デュエットはアナスタシア・エルマコワと組む。
2022年9月27日、ロシアを出国したことが報じられた。同月21日にプーチン大統領がウクライナ侵攻のため予備役の派遣を宣言したことを受けてのことだという。